# Hand Maid May
Hand Maid May (HAND MAID メイ?, HAND MAID Mei) è una serie anime prodotta nel 2000 in Giappone, diretta da Shinichiro Kimura, scritta da Kazuki Matsui e Jūzō Mutsuki, e prodotta dalla Pioneer Animation (ora Geneon Entertainment). Si tratta di dieci episodi con elementi harem e numerosi fanservice ai quali hanno fatto seguito un episodio speciale nel 2001 e un OAV nel 2003. La storia racconta le avventure di Kazuya Saotome e del suo robot Cyberdoll May.
Negli Stati Uniti è stato distribuito da Pioneer / Geneon, ed è ormai fuori catalogo. In Italia è stato distribuito tra il 2001 e il 2002 in 5 VHS da Dynamic Italia e poi in tre DVD dal 18 giugno al 27 agosto 2004 da Dynit per il mercato home video.

## Trama

May e Kazuya

La storia è ambientata nei primi anni 2000. Kazuya Saotome, uno studente universitario appassionato di robotica, ha un sogno: progettare il primo automa senziente (lo chiama "Progetto Doraemon"), ma dopo decine di fallimenti, è riuscito a costruire solamente Ikarya, una specie di calamaro automatico.
Un giorno però la sua vita viene sconvolta dall'arrivo in casa sua di Cyber Doll May, una robottina tuttofare che un virus che gli ha infettato il computer ha comprato per lui da Internet. La robottina, alta una ventina di centimetri è molto carina e dimostra in breve tempo di avere una vera personalità innamorandosi di lui.
Da quel momento Kazuya ha quindi tante complicazioni in più: innanzitutto dovrà trovare la cifra esorbitante che serve per pagare May, inoltre dovrà destreggiarsi con tutte quelle ragazze che stranamente da quel momento cominciano a gravitare attorno a lui e alla sua casa.
In realtà la tecnologia che sta dietro a May è troppo avanzata per essere di questa epoca: Cyber Doll May e tutte le altre Cyber Doll protagoniste della storia provengono dal futuro, inviate con mille sotterfugi da un discendente di Kazuya. Nel futuro infatti un pericoloso virus ha infettato tutte le Cyber Doll distruggendo la loro memoria e l'unica possibilità di salvarle è proprio Kazuya Saotome: infatti lui non lo sa ancora, ma di lì a poco sarebbe diventato il creatore originale del codice "Maid", il sistema operativo delle Cyber Doll. Solo lui, studiando la sua May, potrà quindi coronare il suo sogno di costruire un robot senziente e scoprire come sconfiggere il virus, anche a costo di rinunciare a quanto di più prezioso ha.

## Colonna sonora
Sigla di apertura
- Jump ~ Meippai Dakishimete di P-chicks (ep. 2-9)

Sigle di chiusura
- Jump ~ Meippai Dakishimete di P-chicks (ep. 1, 10)
- Honto no Kimochi (True Feelings) di Mikako Takahashi (ep. 2-9)

## Doppiaggio
| Personaggio    | Doppiatore originale | Doppiatore italiano |
| -------------- | -------------------- | ------------------- |
| Kazuya Saotome | Takayuki Yamaguchi   | Simone D'Andrea     |
| Kasumi         | Mikako Takahashi     | Francesca Manicone  |
| Cyberdoll May  | Maria Yamamoto       | Domitilla D'Amico   |
| Kotaro Nanbara | Yūji Ueda            | Christian Iansante  |
| Ikarya         | Miwa Yasuda          | Laura Latini        |
| Cyberdoll Sara | Kyoko Hikami         | Cinzia De Carolis   |
| Cyberdoll Kay  | Omi Minami           | Laura Lenghi        |
| Cyberdoll Lena | Rie Kugimiya         | Perla Liberatori    |
| Cyberdoll Mami | Kikuko Inoue         | Barbara Berengo     |

## Episodi
| Nº                         | Titolo italiano Giapponese 「Kanji」 - Rōmaji                                 | In onda           | In onda               |
| Nº                         | Titolo italiano Giapponese 「Kanji」 - Rōmaji                                 | Giapponese        | Italiano (home video) |
| Hand Maid May (11 episodi) |                                                                               |                   |                       |
| 1                          | Piacere di conoscerti! 「はじめまして!」 - Hajimemashite!                     | 26 luglio 2000    | 2001                  |
| 2                          | Ma sarò veramente utile? 「お役にたってるのかな?」 - Oyaku ni tatteruno kana? | 2 agosto 2000     | 2001                  |
| 3                          | Ora che facciamo? 「どうしましょう…」 - Dōshimashō...                         | 9 agosto 2000     | 2001                  |
| 4                          | Non guardare! 「見ないでください!」 - Minaide kudasai!                        | 23 agosto 2000    | 2001                  |
| 5                          | Fino ad oggi... veramente... 「今日まで…本当に…」 - Kyō made...hontō ni...    | 23 agosto 2000    | 2001                  |
| 6                          | Sempre di più! 「もっともっと!!」 - Motto motto!!                             | 30 agosto 2000    | 2001                  |
| 7                          | Ma non abbiamo tempo? 「時間がない、ですか?」 - Jikanganai, desu ka?          | 6 settembre 2000  | 2002                  |
| 8                          | Ne voglio molti! 「たくさん欲しいんです!」 - Takusan hoshiin desu!            | 13 settembre 2000 | 2002                  |
| 9                          | Nonostante tutto... ti credo 「それでも…信じてます」 - Soredemo...shinjimasu  | 20 settembre 2000 | 2002                  |
| 10                         | Con tutta me stessa! 「メイっぱい」 - Meippai                                 | 27 settembre 2000 | 2002                  |
| Speciale                   | Non mi arrenderò! 「あきらめません」 - Akirame masen                          | 23 febbraio 2001  | 2002                  |
| Hand Mai Mai (1 episodio)  |                                                                               |                   |                       |
| OAV                        | 「ハンドメイドマイ」 - Hando Meido Mai – "Hand Maid Mai"                      | 18 gennaio 2003   | -                     |

## Accoglienza
Allen Divers di Anime News Network recensì il primo volume DVD della serie, definendola difficilmente collocabile in una categoria ben precisa, ma pensò che il genere che riusciva meglio a rappresentarla fosse la commedia romantica. Sebbene fosse presente una trama lineare attraverso i 10 episodi, le storie presentate potevano essere prese individualmente, presentandosi come una serie molto spensierata che giocava più sul fattore commedia e per quello sentimentale. Hand Maid May era un anime molto spensierato, senza una trama complicata che si riusciva facilmente a visionare. Il recensore commentò che era sicuramente una di quelle serie da guardare se si stava cercando una soluzione rapida di intrattenimento leggero e non si voleva "pensare" a ciò che si sta guardando. Tuttavia ciò non significava che non fosse così banale e la trama finiva con il presentare alcuni colpi di scena che sarebbero rivelati piano piano, anche grazie all'enfasi nata dalla riunione di tutti i personaggi.
Lo stesso recensore tornò a parlare anche del terzo volume, che si allontanava dalla formula spensierata che aveva reso famosa la serie, difatti gli episodi 9 e 10 presentavano gli ultimi elementi che servivano per dare un finale felice ai vari personaggi. Sebbene di natura leggermente più cupa, questi ultimi episodi erano comunque rappresentati dal divertimento spensierato più familiare che aveva contraddistinto il prodotto fino a quel momento. La serie giungeva così ad una bella conclusione con il decimo episodio, dove nel finale venivano sollevate più domande che potevano trovare risposta in un'eventuale sequel, ma per via della natura leggera di Hand Maid May, queste non si rivelavano sconvolgenti e potevano pure rimanere tranquillamente senza riscontro. Nel complesso Hand Maid May si era rivelata una serie fantastica, con le sue sfumature comiche e il design brillante dei personaggi che avrebbero fatto il piacere dei fan degli anime. A prima vista, sembrava che fosse pensato come uno dei quei prodotti strettamente legati al fanservice, ma le intricate interazioni e la sottile trama potevano anche piacere ai fan più seri di anime. Concluse affermando "questo è un must per completare qualsiasi collezione".
Carlos Ross e Christi di THEM Anime lo hanno definito come una commedia bishōjo veramente dolce, ben recitata e assolutamente divertente che prendere un genere ben battuto e apparentemente giocato e lo stravolge in modi intelligenti e divertenti. L'anime è altrettanto dolce e carine come suggerisce la copertina dell'edizione DVD, con l'accattivante May, in un ruolo che avrebbe potuto essere così facilmente irritante o stucchevole, essendo molto divertente, mentre mostrava un onesto senso di innocenza. Molte scene però erano tutt'altro che innocenti, con un umorismo piuttosto perverso tipico degli ecchi con molte risate, tuttavia la stragrande maggioranza è situazionale e abbastanza innocua, soprattutto perché il protagonista maschile Kazuya, non era affatto pervertito, ma bensì abbastanza innocente di per sé. Ben animata, ben scritta e "dannatamente" carina, Hand Maid May meritava davvero di far parte della collezione di ogni fan degli anime, anche se forse era un po' leggero nei contenuti rispetto ai canoni classici, era comunque serie eccellente che valeva la pena guardare.
Un membro dello staff di Everyeye.it la definì come un'opera creata sullo standard delle "commedie amorose da appartamento" in stile anni '80, come Maison Ikkoku; in realtà l'esiguo numero di episodi non gli permetteva di evolversi come qualcuno poteva aspettarsi, ma presentava un ritmo veloce e concitato, un susseguirsi di colpi di scena e divertimento. L'intera serie era infatti stata pensata per essere il più vivace possibile, dai colori vivi e pieni, con le musiche ricche di allegria e pulsanti di vita e con un character design morbido e "ricco di curve", il tutto strutturato per trasmettere una sensazione di ilarità e tranquillità anche nei pochi momenti "seri". Elogiò il protagonista Kotaro Nanbara, trovandolo un personaggio esilarante, dalla parlata ricca di inglesismi idioti, che tanto più cercava di apparire cattivo, subdolo e "figo", tanto più si copriva di ridicolo e si comportava in maniera autolesionistica. Terminò affermando che era una serie totalmente inadatta per chi cercava qualcosa di serio o che lasciasse il segno, Hand Maid May era comunque divertente e leggera, sicuramente adatta a passare i momenti liberi: bisognava però stare attenti a non mangiare niente mentre la si stava guardando, perché poteva finire di traverso per le risate.